# Agnes von Segesser
Agnes Segesser von Brunegg (* 28. Januar 1884 in Luzern; † 12. April 1964 ebenda) war eine Schweizer Schriftstellerin aus dem Kanton Luzern.

## Leben
Agnes von Segesser war eine Tochter von Karl Ulrich Segesser von Brunegg und der Josefa Schwytzer von Buonas und hatte fünf Geschwister. Ihr Grossvater war der Luzerner Politiker und Autor Philipp Anton von Segesser. Nach der schulischen und hauswirtschaftlichen Ausbildung absolvierte sie Studienreisen nach Frankreich und England. Sie blieb ledig und arbeitete von 1919 bis 1929 als Aktuarin der Stiftung Pro Senectute Luzern. Auch später setzte sie sich für die Ziele der Altersvorsorge in der Schweiz ein, und ausserdem engagierte sie sich für Naturschutzanliegen und war als Reiseführerin aktiv.
1931 erschien Agnes von Segessers erste Publikation Zeit-Lupe. Kulturhistorische Skizzen und Erzählungen mit Beiträgen zur Sagenkunde und zur Lokal- und Zeitgeschichte von Luzern und aus der Landschaft am Vierwaldstättersee. In der Zeit vor der Heiligsprechung von Bruder Klaus verfasste sie eine biographische Abhandlung über Niklaus von Flüe. Weitere Werke sind kunstgeschichtlichen, sozialen, volkskundlichen und heraldischen Themen vorwiegend aus dem Kanton Luzern gewidmet.
Während des Zweiten Weltkriegs war Agnes von Segesser Mitglied des Forum Helveticum, trat im Schweizer Vortragsdienst auf und wirkte als Feuilletonistin für Zeitungen und als Referentin mit Vorträgen in schweizerdeutscher Sprache für den Rundfunksender Radio Beromünster, in dessen Programmkommission sie bis 1961 sass.
Im Jahr 1932 zählte sie mit Hilde Vérène Borsinger zu den Gründerinnen des Clubs Hrotsvit, einer Kulturorganisation von künstlerisch tätigen katholischen Frauen aus der ganzen Schweiz. Bis 1957 leitete sie den Verband als Präsidentin und bis 1960 führte sie auch die Redaktion von dessen Vereinszeitschrift.
1936 publizierte Agnes von Segesser eine Übersicht über die in der Schweiz erscheinenden Zeitschriften für Frauen mit weltanschaulichen und kulturellen Zielen.

## Würdigung
1946 wurde Agnes von Segesser die Mitgliedschaft im Dritten Stand des Malteserordens verliehen.
Die Nummer 2 der Zeitschrift Schwyzerlüt. Zytschrift für üsi schwyzerische Mundarte von 1962 war ihr als Schriftstellerin der neueren Mundartliteratur gewidmet.

## Werk
- Zeit-Lupe. Kulturhistorische Skizzen und Erzählungen. 1931
- Die letzte Burgunderin. Marguerite von Österreich-Burgund 1481–1531. 1934
- Frauenzeitschriften der Schweiz. In: Schweizer Rundschau, 1936
- Bruder Klaus von Flüe. Eidgenosse, Asket, Mystiker 1417–1897. Eine historische Lebensdarstellung. 1936
- Die 1200-jährige Stiftskirche im «Hof» zu Luzern. 1937
- Der Geheimkurier. 1939 (veröffentlicht unter dem Pseudonym Franz Buchen)
- Wi der Friheitskämpfer Petermaa Feer z'Dornach zum Siiger worde isch. 1939
- Der Chrüüzwääg vo Nidwalde im Joor 1798. 1939
- Heimet-Gschichte i Luzärner Sproch. 1940 (Abdruck von Radiovorträgen)
- Das Gespenst in der Clubhütte. eine Sportgeschichte. (Schweizerisches Jugendschriftenwerk Nr. 95, mit Bildern von Alfred Bernegger). 1940
- Bruder Konrad Scheuber und der lichttragende Engel. 1943
- Ein Zeitbild & Lebenslauf aus dem vergangenen Jahrhundert. 1943
- Maria Euphemia Dorer 1667–1752. 1953
- Di böös Schryberi. 1944
- Als die Zöpfe fielen. 1945
- Das Büchlein vom Radio. 1949
- Unsere liebe Frau im Eigenthal bei Luzern. 1951
- D Buechschryberi us em Holbeinhuus. 1953
- Heraldik auf Epitaphien. 1954
- Die Silberampeln in der St. Peters-Kapelle in Luzern. 1956
- Ein genealogisch interessantes Waffel-Eisen. In: Schweizerisches Archiv für Heraldik, 1958
- Jost Segesser. 1959
- Die Kirchen der Stadt Luzern. 1960
- Heraldik in Luzern. 1960